# Phil Chevron
Philip Ryan, conocido profesionalmente como Philip Chevron (17 de junio de 1957-8 de octubre de 2013), fue un cantante, compositor y guitarrista irlandés, conocido como el guitarrista de The Pogues. Fue considerado como una de las figuras más influyentes en la música punk irlandés.
Chevron murió el 8 de octubre de 2013 en Dublín, Irlanda, de cáncer de esófago a los 56 años de edad. Su última aparición pública fue en el Teatro Olympia de una recaudación de fondos en agosto del mismo año.